# Linia kolejowa Jüterbog – Nauen
Linia kolejowa Jüterbog – Nauen – linia kolejowa w Niemczech, w kraju związkowym Brandenburgia. Znajduje się na zachód do Berlina. Biegnie od Jüterboga przez Treuenbrietzen, Beelitz, Poczdam, Wustermark do Nauen. Odcinek Wustermark-Nauen jest obecnie zlikwidowany, Golm-Priort jest teraz częścią Berliner Außenring i rozwijany jako główna linia dwutorowa.